# Al llibre
Al llibre (en francès: Sur le livre) és una escultura de l'artista Josep Guinovart i Beltran situada al jardí del davant de la seu de l'Institut Francès de Barcelona, al barri de Sant Gervasi-Galvany de Barcelona.

## Història i descripció
L'obra va ser encarregada per l'Institut Francès de Barcelona a Guinovart, que es va inspirar en l'escriptor i poeta francès Stéphane Mallarmé. Es va inaugurar el juny de 1992, acompanyada d'una exposició de Mallarmé titulada també Sur le livre. L'escultura és un gran llibre obert, d'acer inoxidable, a dalt de tot d'una alta base, d'acer corten, la qual, juntament amb el llibre, constitueix el cos de l'escultura mateixa. Mesura 7,6 m d'alçada.